# From the Rooftop
From the Rooftop è il secondo EP del rapper italiano Coez, pubblicato il 2 dicembre 2016 dalla Carosello Records.

## Descrizione
A partire dal 15 ottobre 2015, Coez ha iniziato a pubblicare su YouTube una serie di sessione acustiche di cover e proprie canzoni, denominata From the Rooftop. A seguito del successo ottenuto in termini di visualizzazioni, il cantante ha quindi deciso di realizzare un album e un tour con lo stesso nome della serie. A questo proposito il cantautore ha così commentato:
Direi che è ora di portare questa intimità a spasso per l’Italia»
Nel 2022 con l'uscita del secondo volume, il cantautore ha pubblicato il disco anche in formato vinile.

## Tracce
1. Buona fortuna – 3:14
2. Cosa mi manchi a fare (Calcutta cover) – 3:03
3. Costole rotte – 3:20
4. Testa uragano (feat. Gemello) – 3:32
5. Lontana da me – 3:48
6. Verso altri lidi (Uomini di Mare cover) – 3:11
7. La strada è mia – 3:54
8. Incredibile romantica (Vasco Rossi cover) – 2:33